# NGC 1918
NGC 1918 ist ein Supernovaüberrest im Sternbild Schwertfisch. Er wurde am 27. September 1826 von dem schottischen Astronomen James Dunlop entdeckt.